# 那年·南山
《那年·南山》是一系列網路紀錄片，於2020年3月20日起，每週五晚上八點在麥卡貝運動Youtube頻道進行首播。

## 劇情簡介
新北市私立南山高級中學（南山高中）一直以來都是高中籃球的傳統名校，2019年正逢創隊50周年，故與麥卡貝網路電視合作籌拍108學年度球隊紀錄影集《那年·南山》，為球隊留下難得的畫面紀錄。拍攝團隊從2019年5月開始拍攝，首拍之日就是亮眼新人宋昕澔與吳志鍇等人進行入學測試，暑假更一起至南京市移地訓練，為期三百多天的貼身拍攝，讓喜歡籃球的朋友能夠有不同於比賽的視角和內容，了解高中教練與球員們對於籃球的執著與付出，更希望藉此能讓更多人感受運動帶給大家的感動。
108學年度南山高中男籃隊在辛苦一年後，拿下了HBL男子組季軍獎盃，而這一系列的紀錄影集，完整留下這一年南山高中男籃隊為HBL正賽所付出的過程。

### 節目內容
| 正片集數 | 播放日期      | 名稱       | 簡介 |
| -------- | ------------- | ---------- | --- |
| EP1      | 2020年3月20日 | 共好       | 十年磨一劍，許時清教練執教的第十年，沒想到首要遇到的課題是上年度的新人王陳力生的受傷，要如何調整陣容，讓主控受傷的影響降到最低，誰能拉上來扛住這個位置?                                                     |
| EP2      | 2020年3月27日 | 一生一次   | 球衣等於夢想——當這個夢想只有十二個人能達成，那剩下的就是汗水與遺憾。一生一次，說來現實也殘酷；HBL這個舞台不只教育孩子要努力的追尋夢想，也教導孩子面對失敗時的勇氣。                                         |
| EP3      | 2020年4月3日  | 選擇       | 人都有惰性，總是會對自己太客氣，也就是選擇了不需要更好的自己；當有一天，凡事都如此順心如意時，你還能維持住當初那個追尋夢想，努力揮汗如雨的態度嗎?                                                           |
| EP4      | 2020年4月10日 | 大事件     | 一年總有幾個大事會讓你為這一年當作錨點，因為這些大事，讓這一年變得相當深刻。而讓這一年度參與HBL的孩子們，留下深刻印象的會是—NBA傳奇球星Kobe Bryant的意外、國際重大疫情爆發，還是屬於自己球隊的關鍵那一球呢? |
| EP5      | 2020年4月17日 | 學生運動員 | 在高中這個階段HBL的孩子們都是學生運動員，但學生與運動員這兩者之間該如何拿捏，也將考驗學校、老師、孩子三方的互相配合，用汗水與淚水堆積的三年高中籃球生涯，拚的是一個好學校，也拚的是一個好的將來。           |
| EP6      | 2020年4月24日 | 未來       | 如果能夠跟一年前的你說句話，你會說什麼？在未來的道路上，有人還在追求自己的第一件HBL球衣，也有人將脫去身上的HBL球衣。而每年，都只會有一個HBL冠軍，最重要的是，這過程學到了什麼，而又領悟了什麼呢？           |

## 外部連結
- 麥卡貝Sport的Facebook專頁
- YouTube上的【那年．南山】高中籃球記錄影集播放列表